# Wolfstein
Wolfstein è una città di 1.903 abitanti della Renania-Palatinato, in Germania.
Appartiene al circondario (Landkreis) di Kusel (targa KUS) ed è parte della comunità amministrativa (Verbandsgemeinde) di Lauterecken-Wolfstein.
Il territorio comunale è attraversato dal fiume Lauter, affluente del Glan.